# Брунико
Брунико (итал. Brunico) је насеље у Италији у округу Болцано, региону Трентино-Јужни Тирол.
Према процени из 2011. у насељу је живело 12282 становника. Насеље се налази на надморској висини од 829 м.

## Становништво
| 1936. | 1951. | 1961. | 1971.  | 1981.  | 1991.  | 2001. | 2011.  |
| ----- | ----- | ----- | ------ | ------ | ------ | ----- | ------ |
| 6.165 | 6.871 | 8.631 | 10.133 | 11.556 | 12.624 | 18    | 15.397 |

## Партнерски градови
- Брињол
- Грос-Герау
- Tielt
- Шамотули
- Gmina Szamotuły